# Jelcz 300
Jelcz 300 – seria polskich samochodów ciężarowych dużej ładowności, produkowana w latach 1968–1992 przez Jelczańskie Zakłady Samochodowe.

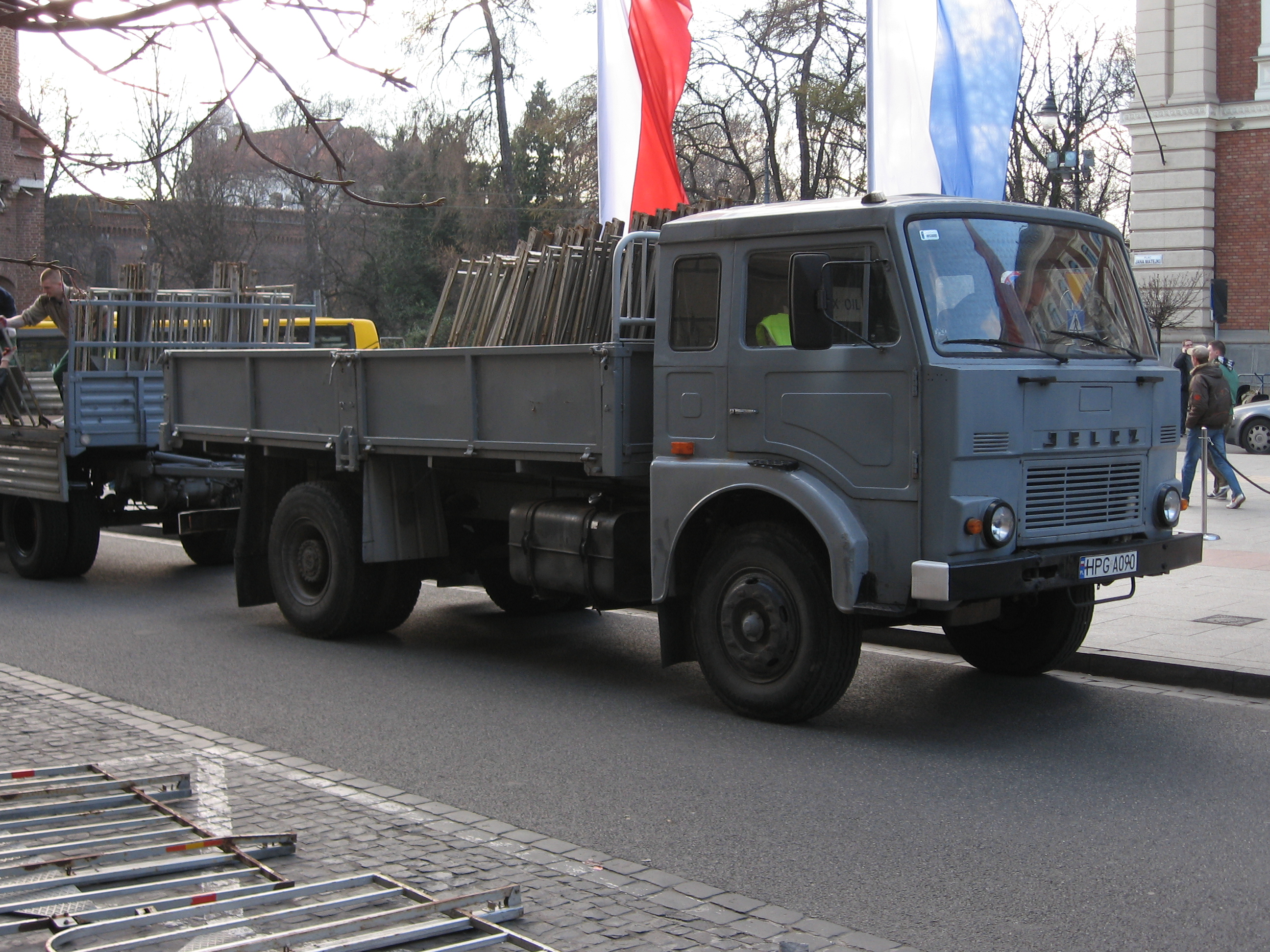
Jelcz 315

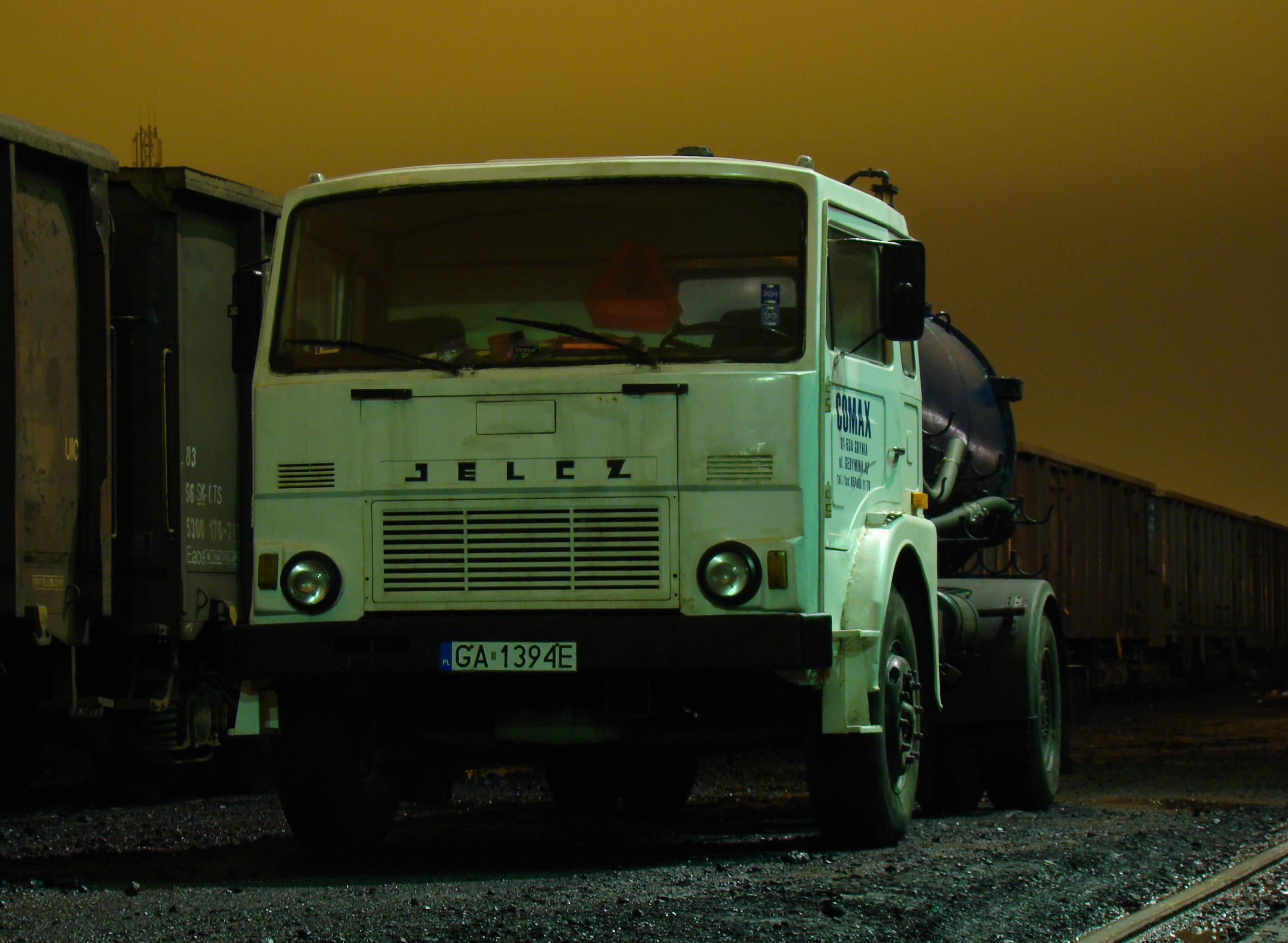
Jelcz 325 SK-7 jako pojazd asenizacyjny, rok prod. 1986

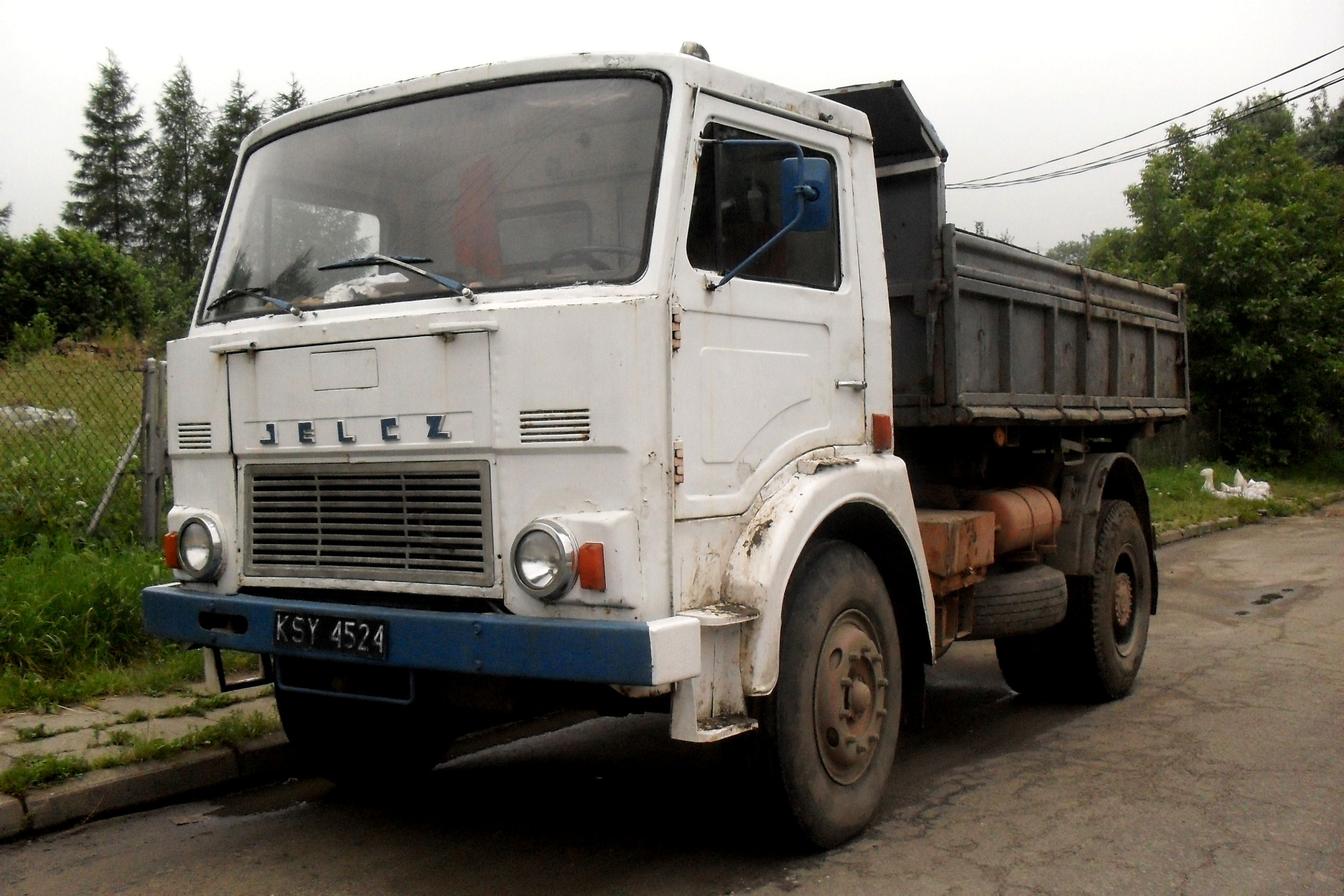
Jelcz SHL 3W317-821 (podwozie Jelcz 317WK)

## Jelcz 315
Samochód Jelcz 315 był następcą mało udanego samochodu Żubr A80. W celu zwiększenia trwałości i niezawodności, najbardziej awaryjne zespoły Żubra A80 zostały zastąpione nowymi. Zastosowano nowy 6-cylindrowy, pionowy silnik wysokoprężny model SW 680, którego produkcję rozpoczęła WSK Mielec w Mielcu na podstawie licencji zakupionej w 1966 r. w firmie Leyland. Do tego silnika dostosowano nową, 5-biegową skrzynię przekładniową, której konstrukcję opracowano w Fabryce Przekładni Samochodowych FPS Tczew w Tczewie. Zdecydowano się na dalsze stosowanie importowanego węgierskiego tylnego mostu Raba, wyposażonego w zwolnice planetarne w piastach. Nowością było wprowadzenie przekładni kierowniczej z integralnym wspomaganiem hydraulicznym. Przekładnie te importowano z Hiszpanii (Bendibenca) lub z Węgier (Csepel). Zastosowano także nowy, dwuobwodowy pneumatyczny układ hamulca zasadniczego przy wykorzystaniu elementów produkowanych na podstawie licencji firmy Westinghouse.
Modernizacją objęte zostały także dalsze zespoły pojazdu jak sprzęgło główne, hamulec pomocniczy i hak holowniczy. Poprawę warunków pracy kierowcy osiągnięto przez ulepszenie kabiny kierowcy. Odwrócono kierunek otwierania drzwi, zawieszając je na przedniej krawędzi. Zastosowano nowy system ogrzewania i wentylacji oraz obniżono poziom hałasu we wnętrzu. Wprowadzono dwa dodatkowe miejsca do siedzenia, nową tablicę rozdzielczą i większe wycieraczki szyb przednich. Prototypy samochodów Jelcz 315 badane były w latach 1966–1967, a z początkiem stycznia 1968 r. przekazano użytkownikom 15 samochodów wykonanych w ramach serii próbnej. Produkcja seryjna Jelcza 315 ruszyła w IV kwartale 1968 roku. W tym roku wykonano też ostatnią serię samochodów Żubr A80. Ogółem w 1968 r. wyprodukowano w JZS 1623 samochody ciężarowe. Jelcza 315 produkowano do 1982 roku, kiedy to został zastąpiony przez model 325.

### Charakterystyka techniczna samochodu Jelcz 315
Silnik 6-cylindrowy ZS, SW 680/ 1 ustawiony był nad osią przednią. Przy średnicy cylindra 127 mm i skoku tłoka 146 mm miał objętość skokową 11 100 cm³. Silnik ten przy stopniu sprężania 15,8 osiągał moc 147 kW (200 KM) przy 2200 obr./min, a maksymalny moment obrotowy wynosił 743 Nm przy 1200 obr./min. Kuty jednolity wał korbowy podparto na siedmiu ślizgowych łożyskach głównych. Zastosowano wtrysk bezpośredni do toroidalnych komór spalania umieszczonych w denkach tłoków. Początkowo montowano tłoczkową pompę wtryskową oraz wtryskiwacze firmy CAV. W późniejszym okresie wprowadzono aparaturę wtryskową produkowaną w kraju według licencji firmy Friedmann-Meyer. Silnik miał górnozaworowy, popychaczowy układ rozrządu OHV z wałkiem umieszczonym w kadłubie. Obiegowy, ciśnieniowy układ smarowania zasilany był jednosekcyjną pompą zębatą. Układ chłodzenia cieczą wyposażony został w termostat. Masa suchego silnika wynosiła 970 kg. Instalacja elektryczna o napięciu 12/24 V zasilana była z prądnicy prądu stałego o mocy 500 W (produkcji węgierskiej). Zastosowano dwa akumulatory ołowiowe 12 V o pojemności 170 Ah każdy. Rozrusznik o mocy 4,4 kW pochodził także z importu. Reflektory przeciwmgielne stanowiły wyposażenie seryjne. Dotychczasowe jednotarczowe sprzęgło główne sterowane mechanicznie dostosowano do współpracy z nowym silnikiem. Napęd doprowadzany był krótkim wałem napędowym do nowej skrzyni przekładniowej o poziomym układzie wałków. Miała ona pięć biegów, przy czym bieg czwarty był biegiem bezpośrednim. Biegi od II do V zostały zsynchronizowane. Jednoczęściowy wał napędowy z przegubami krzyżakowymi przenoszą napęd na tylny most. Sztywny most napędowy typu Raba P 018 zawierał przekładnię główną stożkową oraz planetarne zwolnice w piastach tylnych kół. Całkowite przełożenie mostu wynosiło 7,07. Podłużnicowa rama spawana rozszerzała się w części przedniej. Sztywna oś przednia oraz tylny most zawieszone zostały na podłużnych półeliptycznych resorach piórowych. W tylnym zawieszeniu zastosowano dodatkowe resory piórowe. Samochód wyposażony był w tarczowe koła z ogumieniem o wymiarach 11.00-20".
W układzie kierowniczym wprowadzono przekładnię śrubowo-kulkową z integralnym wspomaganiem hydraulicznym. Do zasilania mechanizmu wspomagania służyła wirnikowa pompa firmy Hobourn-Eaton. Pneumatyczny układ hamulca roboczego podzielony został na dwa obwody. Instalację pneumatyczną zasilała dwucylindrowa sprężarka tłokowa. Połączenie z układem hamulcowym przyczepy realizowane było jednym przewodem. Hamulec pomocniczy (ręczny) mechaniczny działał na dźwignie hamulców tylnego mostu. Zastosowano także hamulec silnikowy.
Kabina kierowcy typu 407 wyposażona została w dwa systemy ogrzewania. Z układem chłodzenia silnika połączone zostały dwie nagrzewnice z dmuchawami, umieszczone przy ścianie przedniej. Natomiast za fotelem kierowcy zabudowano niezależne urządzenie grzewcze typu OETF-1 (NRD). Skrzynia ładunkowa o konstrukcji drewnianej przejęta była z Żubra A 80. Jej powierzchnia wynosiła 11,2 m². Podstawowe wymiary Jelcza 315 nie uległy zmianie w stosunku do Żubra. Nieznacznemu zwiększeniu uległa masa własna pojazdu i wynosiła 6440 kg przy ładowności 8000 kg. Przy pełnym obciążeniu pojazdu nacisk na tylną oś wynosił 9840 kg. Pojazd osiągał prędkość maksymalną 87 km/h. Zużycie paliwa wynosiło ok. 28 l/100 km, a podczas ciągnięcia przyczepy o masie całkowitej 14 t około 36 l/100 km.

## Jelcz 316
Głównym kierunkiem działania, po uruchomieniu produkcji tego pojazdu, było dążenie do wyeliminowania zespołów importowanych przez wprowadzenie wyrobów krajowych. Samochód Jelcz 315 był modelem podstawowym dla dalszych pojazdów rodziny „300”. Rozpoczęto już prace nad wydłużonym trzyosiowym samochodem skrzyniowym o symbolu Jelcz 316 i nad ciągnikiem siodłowym typu 317. Opracowano także wersję 315 E, która miała skrzynię ładunkową z metalowymi ścianami oraz zmienioną opończę z zamknięciem dostosowanym do przepisów celnych. Ściany boczne dzielone były na dwie niezależnie otwierane części. Produkcję tej odmiany rozpoczęto w 1969. Samochód Jelcz 315 nie mógł poruszać się po wszystkich drogach krajowych – nacisk tylnej osi przekraczał dozwoloną wartość ustaloną przepisami na 8 t. Należało więc opracować pojazd trzyosiowy (6×2) w którym nacisk dopuszczalny na oś podwójną nie przekroczy wartości dopuszczalnej naszymi przepisami, tzn. 14,5 t. Pojazd taki mógłby być eksploatowany na niemal wszystkich drogach w kraju. Prace konstrukcyjne nad Jelczem 316 rozpoczęto w 1967, a pod koniec roku następnego zbudowano prototyp. Silnik, układ napędowy, układ kierowniczy i kabina prototypu pochodziły z modelu 315. W JZS opracowano nową wydłużoną ramę podłużnicową, ciekawe rozwiązanie osi tylnej oraz dostosowanie układu hamulcowego i nową skrzynię ładunkową. Pojedyncze koła tylnej osi zostały zawieszone niezależnie na wzdłużnych wahaczach wleczonych, osadzonych obrotowo we wspornikach ramy. Przednie końce wahaczy podwieszone były na resorach tylnego mostu. Nie było to rozwiązanie w pełni dopracowane. Oś wleczona nie posiadała żadnej regulacji pozwalającej na jej unoszenie i blokowanie w dowolnej pozycji co powodowało „zawieszanie” się pojazdu nawet na suchej powierzchni podczas cofania nawet na mały podjazd pod rozładunek. W pneumatycznym układzie hamulcowym podwyższono ciśnienie robocze, zastosowano sprężynowo-membranowe siłowniki przy tylnym moście i pneumatyczne sterowanie hamulcem pomocniczym, a także cylindry hamulcowe trzeciej osi.
Nowa skrzynia ładunkowa miała ściany o konstrukcji stalowej. Burty boczne podzielono na dwie części otwierane niezależnie. Powierzchnia ładunkowa wzrosła do 14,7 m². W prototypie Jelcza 316 rozstaw osi wynosił 4115 + 1350 mm, a całkowita długość 8820 mm. Masa własna wynosiła 8 t, a ładowność dopuszczalna wzrosła do 10 250 kg. Łączny nacisk zespołu tylnych osi wynosił 13 250 kg. Pojazd osiągał prędkość maksymalną 87 km/h, a zużycie paliwa wynosiło około 33 dm³/100 km.

## Jelcz 317
Drugim pojazdem opracowanym w tym czasie w JZS był ciągnik siodłowy, który nosił oznaczenie Jelcz 317. Badania drogowe tego pojazdu rozpoczęto w 1968. Ciągnik siodłowy powstał w oparciu o Jelcza 315 w wyniku skrócenia tylnej części ramy i dostosowania jej do mocowania siodła. W pojeździe tym wprowadzono hydrauliczne sterowanie sprzęgła, które dodatkowo było wspomagane pneumatycznie. Instalację pneumatyczną rozbudowano także o układ sterowania hamulca silnikowego. W układzie hamulcowym wbudowano regulator siły hamowania działający w zależności od obciążenia tylnej osi, a połączenie z instalacja naczepy odbywało się poprzez dwa przewody pneumatyczne. Rozstaw osi pojazdu został zmniejszony do 3400 mm, a długość wynosiła 5980 mm. Masę własną określono na 5830 kg. Dopuszczalny nacisk na siodło wynosił 7250 kg, co pozwalało współpracować z naczepami o masie całkowitej ok. 22 t. W praktyce „317” bez doładowania były w stanie współpracować z naczepami do ponad 30 ton, natomiast „317” z silnikiem SW 680/17 (doładowany o mocy 240 KM) współpracowały z naczepami o masie całkowitej do 36 ton. Posiadały dodatkowe zbiorniki paliwa i niektóre wyposażone były podwyższoną kabinę i dwie leżanki (tak samo jak modele „316” produkowane na eksport do NRD). Ciągnik z naczepą osiągał prędkość maksymalną 87 km/h (pojazdy wyprodukowane po 1979 osiągały prędkość w granicach 97 km/h) a zużycie paliwa takie zestawu wynosiło około 36 dm³/100 km z silnikiem z doładowaniem. W latach 1979–1984 ciągniki te jeździły na międzynarodowych przewozach w P.K.S. (Nie mylić z PEKAES) i mimo stosunkowo małej mocy w porównaniu do Volvo czy Mercedesa dawały sobie radę na międzynarodowych przewozach. Ciągnik 317 miał zamocowane siodło tuż przed tylną osią (+/− 15–85%) co przy krótkiej ramie powodowało znaczne przenoszenie wstrząsów na oś przednią, dlatego ciągnik 317 wyposażono w fotel dla kierowcy z hydrauliczną amortyzacją, regulowaną w stosunku do obciążenia fotela. Dzięki takiemu rozwiązaniu, mimo że fotel kierowcy jeszcze dodatkowo umieszczony był nad przednia osią, komfort jazdy był większy niż np.: w Volvo które miało amortyzowaną kabinę, a nie fotel (mowa o starszych modelach Volvo). Zadbano również o miejsce dla pasażera (ale tylko w pojazdach wyprodukowanych po 1979 r.) gdzie zamontowano taki sam fotel jak dla kierowcy. Fotele tego typu montowane były również w modelach „316”. Ciągniki 317 od samego początku ich produkcji wyposażone były w tachografy tak samo jak modele 316. Były to tachografy z tarczami jednodniowymi, po 1979 roku wyposażano wszystkie jelcze w tachografy z tarczami 7 dniowymi, modele 315, 316 i 317 w wersji do przewozu ładunków na międzymiastowych trasach otrzymały szersze leżanki i wygodniejsze materace. Wnętrza wszystkich kabin serii „300” były źle zaprojektowane mimo dość nowoczesnego wyglądu zewnętrznego jak na tamte lata. Głównym problemem była maska silnika, zajmowała ona stanowczo za dużo miejsca w kabinie. Powodem tego był filtr powietrza umieszczony nad silnikiem. Przeniesienie filtra na tył kabiny (tak jak w modelu z doładowaniem) i „spłaszczenie” go, załatwiłoby dwie sprawy 1: można byłoby obniżyć maskę uzyskując więcej miejsca w kabinie oraz lepszy dostęp do silnika 2: zmiana kształtu filtra z okrągłego na płaski umożliwiłaby podczepianie wszystkich naczep (niektóre naczepy zawadzały o filtr). Następny problem to niewystarczające ogrzewanie, gdyż webasto produkcji NRD nie było dobrej jakości. Nie zadbano też o reflektory, zbyt słabo oświetlające drogę i innych kwestie np. przedni zderzak.
Podwozie Jelcz 317 było również wykorzystywane do produkcji przez SHL Kielce samochodu samowyładowczego oznaczonego Jelcz 3W317.

## Jelcz 318
Jelczańscy konstruktorzy opracowali także samochód Jelcz 318 w układzie 6×2, w którym zespół tylnej osi wleczonej mógł być podnoszony układem hydrauliczno-pneumatycznym sterowanym z kabiny kierowcy. W prototypie wykorzystano układ podnoszenia firmy Sisu. Rozpoczęły się przygotowania do podjęcia produkcji samochodów Jelcz 316 i Jelcz 317. Poza tym dział głównego konstruktora, przekształcony następnie w Ośrodek Badawczo-Rozwojowy Samochodów Ciężarowych Dużej Ładowności, opracował koncepcyjnie w latach 1972–1973 przyszłościową rodzinę samochodów 400 i 600, z których pierwsza obejmowała samochody o układach napędowych 4×2 i 4×4, natomiast druga o układach napędowych 6×2, 6×4 i 6×6. W roku 1973 opracowane zostało 3-osiowe podwozie ciężarowe o dopuszczalnym obciążeniu 18,0 ton i układzie napędowym 6x4. Podwozie to napędzane doładowanym silnikiem typu SW 680/17 o mocy 175 kW (240 KM) przy 2200 obr./min, poprzez licencyjną skrzynię biegów ZF-S6-90 z multiplikatorem (12 biegów), odznacza się wystarczająco dobrymi własnościami trakcyjnymi, wymaganymi od tego rodzaju samochodów.